# Myrmokata diparoides
Myrmokata diparoides är en stekelart som beskrevs av Boucek 1972. Myrmokata diparoides ingår i släktet Myrmokata och familjen finglanssteklar.
Artens utbredningsområde är Kamerun. Inga underarter finns listade i Catalogue of Life.